# Distrito de Iguaín
El distrito de Iguaín es uno de los doce distritos de la provincia de Huanta, ubicada en el departamento de Ayacucho en el Perú. Su nombre honra al general José Félix Iguaín, prestigioso y activo militar, elocuente orador parlamentario y primer diputado por Huanta.

## Historia
Fue creado mediante Ley No.5600 del 27 de diciembre de 1926.
Su capital es el poblado de Macachacra, se encuentra ubicada al Noreste del Departamento de Ayacucho y al sur de la Provincia de Huanta, Limitaciones: por el Este con la localidad de Uchuraccay - Huanta, por Oeste con el Distrito de Sillco separado por el Río Cachi, por el Norte con la Provincia de Huanta y por el sur con los Distrito de Huamanguilla y Pacaycasa. Su altitud es a 3 026 m s. n. m.

## Autoridades

### Municipales
- 2023 - 2022[2]
  - Alcalde: Leoncio Martínez, Movimiento Regional Agua.
  - Regidores:

  1. Eduardo Munguia huarcaya
  2. Gladys Jorge de la Cruz
  3. Ruben Marino Ruiz Serrano
  4. Melene Esther Huayhua Retamozo
  5. Paulino Bailón Quispe Rodríguez

Alcaldes anteriores
- 2007 - 2010: Fidel Canales Huayllasco
- 2011 - 2014: Fidel Canales Huayllasco
- 2015 - 2018: Eusebio Quispe Rodríguez
- 2019 - 2022: Fidel Canales Huayllasco